# Taptolk
De taptolk tolkt en vertaalt onder andere afgetapte telefoon-, Facebook- en skypegesprekken voor de politie. Er bestaat momenteel nog geen opleiding tot taptolk.

## Verschil met andere tolken
De taptolk onderscheidt zich van relais- of conferentietolken door zijn specifieke manier van werken. Hij moet naar de afgetapte gesprekken luisteren en die interpreteren (tolkgedeelte van zijn werk) en ze tegelijk met zijn interpretatie typen in het Nederlands (vertaalgedeelte van zijn werk). Er is ook geen interactie tussen tolk en spreker: de sprekers zijn er zich tijdens hun gesprek niet van bewust dat een tolk hun gesprek 'simultaan vertaalt'.  
Voor taptolk wordt soms ook de term 'politietolk' gebruikt. Een politietolk werkt echter (vast) bij de politie en tolkt niet specifiek afgetapte gesprekken.

## Vereiste vaardigheden
Een taptolk moet naast de gewone tolkcompetenties over uitstekende technische vaardigheden beschikken. Om snel een gesprek voor de politie of andere instanties verstaanbaar te maken, moet een tolk snel en correct kunnen typen zodat hij het afgeluisterde gesprek snel op papier kan krijgen. Bij het typen moet hij ook goed de emoties, woordspelingen en intonaties van het gesprek kunnen weergeven. Ook moet hij over talig en intercultureel inlevingsvermogen beschikken. Er wordt van hem verwacht dat hij de taal van het afgetapte gesprek in alle vormen beheerst en dat hij een gesprek juist kan weergeven.

## Statuut van taptolk in Nederland en Vlaanderen

### Nederland
In Nederland moet een taptolk beëdigd zijn om als 'politietolk' te mogen werken. Hij moet in het bezit zijn van een VOG van het Nederlandse ministerie van Justitie en hij moet in het overheidsregister van gerechtstolken en beëdigde vertalers ingeschreven zijn. Het gerecht, de politie en andere overheidsinstanties mogen enkel een beroep doen op taptolken die in het overheidsregister zijn ingeschreven.

### Vlaanderen
In Vlaanderen kan in principe iedereen als taptolk optreden, ook mensen die geen specifieke tolkenopleiding gevolgd hebben. De belangrijkste voorwaarde is dat ze de gevraagde taal vloeiend beheersen. Tolk en vertaler is in België namelijk geen beschermd beroep, hoewel België al lang de Europese richtlijn betreffende het recht op vertolking en vertaling in strafprocedures had moeten goedkeuren.
Die richtlijn werd in 2014 met de registerwet in een wettekst gegoten. Ondanks de registerwet kan een overheidsdienst nog altijd een beroep doen op een lekentaptolk, maar doet dat vooral als de taal in kwestie niet zo gebruikelijk is of als er geen professionele tolken voor te vinden zijn. 
Die oplossing is echter niet populair. Er kunnen namelijk bepaalde termen in het gesprek voorkomen die een lekentaptolk niet kan omzetten. Daarnaast is hij mogelijk partijdig als hij geen opleiding deontologie gevolgd heeft. Meestal wordt er dus de voorkeur gegeven aan een beëdigd tolk. 

## Geen opleiding
In het hele Nederlandstalige taalgebied en in het buitenland bestaan er geen opleidingen om taptolk te worden. Er zijn weliswaar masterklassen voor taptolken, maar die geven niet meer dan een inleiding in het werkdomein. Taptolken zijn daarom vooral op elkaar aangewezen om dingen te leren.
Daarnaast zijn er nog een paar andere problemen. De software waar tolken mee werken, bestaat enkel voor het Latijnse alfabet, en niet voor het Arabische, Cyrillische of Chinese schrift. Ook bestaat er geen software om talen en dialecten zonder normatief schriftsysteem of intonatie juist vast te leggen. Ook moet de taptolk vandaag nog zelf bepalen wat de taal en afkomst van de afgeluisterde personen is, wat tot een subjectief oordeel van de tolk kan leiden. Ook vormt het verslag van de taptolk over het gesprek vaak de basis van een gerechtelijk onderzoek. Als een transcriptie dan fouten bevat, kan dat het hele onderzoek in gevaar brengen. 
Bij een internationaal symposium van de KU Leuven in 2016 gaven verschillende internationale experts op het gebied van taptolken een aanzet voor een opleiding taptolk in België. Die opleiding zou dan deel uitmaken van de opleiding 'Gerechtsvertaler-Tolk' in Antwerpen. Na een certificering zou een taptolk dan in het register van beëdigd vertalers en tolken  opgenomen worden met de specialisatie Forensisch Linguïstisch Tapexpert.